# Ronnie Båthman
Ronnie Båthman (* 24. April 1959 in Köping) ist ein ehemaliger schwedischer Tennisspieler.

## Leben
Båthman wurde 1983 Tennisprofi. Er spielte zunächst auf der ATP Challenger Tour, auf der er 1987 in Travemünde sein erstes Turnier gewann. Seinen ersten Titel auf der Challenger Tour sicherte er sich an der Seite von Rikard Bergh in Cascais. 1990 gelang ihm in Båstad der erste von insgesamt drei Turniersiegen im Doppel auf der ATP World Tour. Er stand in vier weiteren Doppel-Endspielen, darunter auch bei den Cologne Open, die im Jahr 1992 das einzige Mal ausgetragen wurden.
Sein bestes Abschneiden bei einem Grand-Slam-Turnier im Einzel war das Erreichen der zweiten Runde 1984 bei den Australian Open und 1989 in Wimbledon. 1989 stand er mit Carlos di Laura dann im Halbfinale der French Open. Seine höchste Notierung in der Doppel-Weltrangliste erreichte er 1992 mit Position 38, im Einzel im Jahr 1986 mit Platz 139.

## Erfolge
| Legende                       |
| Grand Slam                    |
| Tennis Masters Cup            |
| ATP Masters Series            |
| ATP International Series Gold |
| ATP International Series (3)  |
| ATP Challenger Series (13)    |

### Einzel

#### Turniersiege
| Nr. | Datum        | Turnier    | Belag   | Finalgegner       | Ergebnis      |
| --- | ------------ | ---------- | ------- | ----------------- | ------------- |
| 1.  | 5. Juli 1987 | Travemünde | Sand    | Massimo Cierro    | 6:4, 3:6, 6:4 |
| 2.  | 6. Juni 1988 | Dijon      | Teppich | Tobias Svantesson | 7:6, 6:1      |

### Doppel

#### Turniersiege

##### ATP Tour
| Nr. | Datum            | Turnier    | Belag       | Partner       | Finalgegner                     | Ergebnis |
| --- | ---------------- | ---------- | ----------- | ------------- | ------------------------------- | -------- |
| 1.  | 14. Juli 1990    | Båstad (1) | Sand        | Rikard Bergh  | Jan Gunnarsson Udo Riglewski    | 6:1, 6:4 |
| 2.  | 13. Juli 1991    | Båstad (2) | Sand        | Rikard Bergh  | Magnus Gustafsson Anders Järryd | 6:4, 6:4 |
| 3.  | 24. Oktober 1992 | Wien       | Teppich (i) | Anders Järryd | Kent Kinnear Udo Riglewski      | 6:3, 7:5 |

##### Challenger Tour
| Nr. | Datum             | Turnier     | Belag     | Partner               | Finalgegner                      | Ergebnis       |
| --- | ----------------- | ----------- | --------- | --------------------- | -------------------------------- | -------------- |
| 1.  | 3. September 1984 | Messina (1) | Sand      | Magnus Tideman        | Martín Jaite Víctor Pecci        | 1:6, 6:1, 10:8 |
| 2.  | 14. Januar 1985   | Guarujá     | Sand      | Magnus Tideman        | Carlos Gattiker Gustavo Tiberti  | 6:3, 6:2       |
| 3.  | 11. November 1985 | Helsinki    | Hartplatz | Stefan Eriksson       | Morten Christensen Patrik Kühnen | 6:4, 3:6, 6:4  |
| 4.  | 13. März 1986     | Brasília    | Sand      | Stefan Svensson       | Gustavo Luza Gustavo Tiberti     | 6:4, 6:1       |
| 5.  | 14. Juli 1986     | Hanko       | Sand      | Joey Rive             | Bud Cox Michael Fancutt          | 7:6, 7:6       |
| 6.  | 1. September 1986 | Messina (2) | Sand      | Carlos di Laura       | Brett Buffington Denys Maasdorp  | 2:6, 6:3, 7:5  |
| 7.  | 2. Februar 1987   | São Paulo   | Sand      | Carlos di Laura       | César Kist João Soares           | 6:4, 6:4       |
| 8.  | 22. August 1988   | Pescara     | Sand      | Alessandro De Minicis | Josef Čihák Richard Vogel        | 4:6, 6:3, 6:3  |
| 9.  | 29. August 1988   | Verona      | Sand      | Stefan Svensson       | Marcello Bassanelli Ugo Pigato   | 6:4, 1:6, 6:4  |
| 10. | 5. Dezember 1988  | Cascais     | Teppich   | Rikard Bergh          | Andrew Castle Menno Oosting      | 3:6, 6:4, 6:4  |
| 11. | 16. Oktober 1989  | Cherbourg   | Hartplatz | Andrew Castle         | Olli Rahnasto Johan Vekemans     | 6:2, 6:3       |

#### Finalteilnahmen
| Nr. | Datum              | Turnier       | Belag     | Partner      | Finalgegner                       | Ergebnis      |
| --- | ------------------ | ------------- | --------- | ------------ | --------------------------------- | ------------- |
| 1.  | 8. Oktober 1990    | Tel Aviv      | Hartplatz | Rikard Bergh | Nduka Odizor Christo van Rensburg | 3:6, 4:6      |
| 2.  | 4. Februar 1991    | San Francisco | Teppich   | Rikard Bergh | Wally Masur Jason Stoltenberg     | 6:4, 6:7, 4:6 |
| 3.  | 4. November 1991   | Birmingham    | Teppich   | Rikard Bergh | Jacco Eltingh Paul Wekesa         | 5:7, 5:7      |
| 4.  | 14. September 1992 | Köln          | Sand      | Libor Pimek  | Horacio de la Peña Gustavo Luza   | 7:6, 0:6, 2:6 |